# Bogdan Dziubiński
Bogdan Krzysztof Dziubiński (* 1. Januar 1958 in Nowy Targ) ist ein ehemaliger polnischer Eishockeyspieler, der den Großteil seiner Karriere bei Podhale Nowy Targ in der Ekstraliga verbrachte und mit dem Klub sechsmal Polnischer Meister wurde. Sein Neffe Krystian ist ebenfalls polnischer Nationalspieler.

## Karriere

### Club
Bogdan Dziubiński begann seine Karriere als Eishockeyspieler in der Jugendabteilung des polnischen Rekordmeisters Podhale Nowy Targ. Mit dem Klub spielte er von 1974 bis 1987, unterbrochen von zwei Jahren bei Legia Warschau, in der Ekstraliga. Dabei gewann er 1975, 1976, 1977, 1978, 1979 und 1987 mit dem Klub aus seiner kleinpolnischen Geburtsstadt den polnischen Meistertitel. Zum Ausklang seiner Karriere wechselte er 1988 zum EV Krems in die drittklassige österreichische Oberliga, wo er zwei Jahre später seine Karriere beendete.

### International
Für Polen nahm Dziubiński im Juniorenbereich an der U19-Europameisterschaft 1976 und der U20-Weltmeisterschaft 1977 teil.
Im Seniorenbereich stand er im Aufgebot seines Landes bei den B-Weltmeisterschaften 1977, 1981 und 1982. Als Karrierehöhepunkt spielte er 1980 für Polen bei den Olympischen Winterspielen in Lake Placid.

## Erfolge
- Polnischer Meister 1975, 1976, 1977, 1978, 1979, 1987 mit Podhale Nowy Targ